# بچه‌ننه
بچه‌ننه فیلمی به کارگردانی و نویسندگی امین امینی محصول سال ۱۳۳۹ است.

## خلاصه داستان
زن و شوهر میانه سالی با پسر جوانشان از شهرستان به تهران سفر می‌کنند که به دیدار دوستان خود و دخترشان بروند. منتهی هر دو خانواده برای اینکه زیادی سنشان را پنهان کنند پسر و دختر جوانشان به صورت کودکان تازه سال درمی‌آورند. با این وجود پسر و دختر متدرجاً عاشق هم می‌شوند و بعد از مدتی نیز عشقشان برملا شده و بدین ترتیب مشت بزرگترها متظاهر باز می‌شود.

## بازیگران
- ویدا قهرمانی
- علی تابش
- حمید قنبری
- حمیده خیرآبادی
- احمد قدکچیان
- رضا عبدی
- رقیه چهره آزاد
- اکبر خواجوی
- تاج‌الملوک احمدی
- غلامحسین مفیدی
- نصرت اله کنی
- مهری مهرنیا[۱]